# 사카이 카나
사카이 카나(일본어: さかい かなこ, 1986년 11월 11일 ~ )는 일본의 여성 성우이다. 람즈 소속으로, 후쿠오카현 후쿠오카시에서 5녀중 막내로 태어났다. 공식 팬클럽으로 「카나히메」가 있다.
2015년 11월 11일 사카이 카나코(일본어: 酒井 香奈子)에서 사카이 카나(さかいかな)로 개명하였다.

## 경력
고교 중퇴 후, 요요기애니메이션학원 후쿠오카교 성우탤런트과 입학. 동교 졸업 후 RAMS Professional Education에 2기생으로 입학. 2005년 10월 람즈에 소속됨과 동시에 애니메이션 「REC」의 히로인 온다 아카역에 발탁된다. 실제 신인 성우로서 애니메이션 내에서 신인 성우 역할을 맡아 화제가 되었다. 다만 방영 시기 관계상 애니메이션 데뷔작은 「마지카노」의 요시카와 치아키 역으로 알려져 있다.

## 인물
- 같은 사무소에 소속된 이노우에 나나와 사이가 좋다. 또한 이노우에와 함께, 성우 유닛 「나나카나」로 활동하고 있다.
- 데뷔 당시엔, 팬에게서 「카나히메」로 불리고 있었지만, 노가와 사쿠라에 의해 「카낫뻬」라 불린 이후로 그렇게 부르는 경우가 많아지고 있다. (본인은 어떻게 부르던 관계없다고 말하고 있다)
- 애니메이션과 만화를 매우 좋아하고, 독서, 연극, 고교 야구 또한 좋아한다.

## 출연작

### TV 애니메이션
2006년
- 지옥소녀 2기 (키쿠리)
- 빈곤자매 이야기 (오오시로 시마)
- 마지카노（요시카와 치아키)
- 러브돌 〜Lovely Idol〜 (후지사와 루리)
- REC (온다 아카)

2007년
- 바람의 스티그마 (츠와부키 아유미)
- 월영│츠쿠요미 (하즈키)

2008년
- GUNSLINGER GIRL -IL TEATRINO- (아우로라)

### 게임
- 아르 토넬리코 세계의 끝에서 계속 노래하는 소녀 (슈레리아)
- 아르 토넬리코2 세계에 울리는 소녀들의 창조시 (슈레리아)
- 청소전대 클린키퍼 (후유모리 아키라)
- REC ☆두근두근 성우 파라다이스☆ (온다 아카)
- 초차원 게임 넵튠 (컴파)
- 신차원 게임 넵튠V (컴파)
- 신차원 게임 넵튠VⅡ (컴파)

### 실사
- Princess Cat-프린세스 캣- (아야노코우지 히메코)
- Flower Snow (우타카와 리카)

### 라디오
- 사이킥 러버의 아니칸 RADIO (라디오 칸사이・아니스타.TV 2005년 10월 - 2006년 3월)
- 사카이 카나코의 이루어줘! 샤이닝☆드림 (TBS라디오 2005년 10월 - 2006년 3월, / 라디오 오오사카 2006년 4월 - / 아니스타.TV・아니메이트TV 2005년 10월 - )
- 드라마틱・엔젤 (라디오 오오사카・토카이 라디오・아니스타.TV 2005년 10월 - 2006년 9월 27일)
- 리얼타임・아니메이킹・모두 빙쵸☆렉 (문화방송・아니메이트TV 2005년 12월 - 2006년 3월)
- 축・개막공연!훌쩍…RAT (아니스타.TV 2006년 5월분 외)
- 고챠・마젯! 화요일 (마지막 5분간의 미니코너 ｢곰을 보면 죽은 척｣:MBS라디오:2006년 10월 10일 - 2007년 4월 3일)
- 나나카나 (라디오 오오사카：2007년 4월 8일 - )
- 고챠・마젯! 목요일 (마지막 5분간의 미니코너「고챠 퀴즈」:MBS라디오:2007년 4월 12일 - )

### CD
개인명의
- SUPER POWER ~여자아이 펀치!~ (2005년 12월 29일)
- Cheer! ~새빨간 마음~ (2006년 2월 10일)
- NON STOP!!! (2006년 6월 28일)
- 산들바람 라이프 (2006년 8월 23일)

캐릭터 송
- 「REC」캐릭터 송 ~온다 아카~ (2006년 3월 24일)

드라마
- 090 에코와 함께 (에코)
- 「REC」드라마CD 시리즈 (온다 아카)

### TV
- 아니메천국 (테레비 사이타마・테레비 가나가와・AT-X)
- 아니메파라다이스! (키즈 스테이션) (2007년 4월 - )

### 영화
- 키사라기 미키짱 (키사라기 미키）

### CM
- 요요기애니메이션학원 라디오 CM 나레이션 (2006년 4월 - )
- 로코로코의 노래 TV CM나레이션

### 무대
- 육지의 계적 ~오카노카이조쿠~ (성우극단「RAT」창단공연)